# The Coffinshakers
The Coffinshakers – szwedzka grupa wykonująca muzykę na podwalinie country rocka  z domieszką horror - country,  rockabilly, gothabilly, psychobilly i rocka alternatywnego. Powstała w 1995 roku w Karlstad. Sami muzycy określają swą twórczość jako death country i vampire country. Nagrywają głównie dla wytwórni Primitive Art Records.

## Dyskografia
Albumy
| We Are The Undead           | - Data: 1997 - Wydawca: Primitive Art Records | —  |
| Dark Wings Over Finland     | - Data: 2001 - Wydawca: Solardisk             | —  |
| The Coffinshakers           | - Data: 2007 - Wydawca: Cobra Records         | 38 |
| "—" album nie był notowany. |                                               |    |

Kompilacje
| Tytuł                     | Dane dot. albumu                              | Pozycja na liście |
| Tytuł                     | Dane dot. albumu                              | FIN               |
| ------------------------- | --------------------------------------------- | ----------------- |
| Dark Wings Over The World | - Data: 20 stycznia 2014 - Wydawca: Solardisk | 19                |